# Barraco de Família
Barraco de Família é um filme de comédia brasileiro de 2023, dirigido por Mauricio Eça, a partir de um argumento de Marcos Ferraz e roteiro de Emílio Boechat e Lena Roque. Produzido pela Santa Rita Filmes, financiado e distribuído pela Synapse Distribution e Ledafilms. O filme é estrelado por Lellê, Cacau Protásio e Sandra de Sá como filha, mãe e avó em guerra.
A produção chega nas plataformas de streaming e também aos cinemas do Brasil em maio de 2023.

## Enredo
Após ser "cancelada" na internet, Kellen (Lellê), uma cantora arrogante que sempre renegou o passado, decide voltar para a casa da família no subúrbio com sua agente Edna (Nany People) para provar para seus seguidores que é humilde e merecedora de uma nova chance. Porém esse retorno gera um verdadeiro barraco quando seus pais Cleide (Cacau Protásio) e Eupídio (Eduardo Silva), sua avó Zuleika (Sandra de Sá), sua tia Eulália (Lena Roque) e seu irmão Kleverson (Robson Nunes) descobrem que estão sendo usados e ela não voltou por saudade.
No meio dessa confusão Kellen ainda reencontra seu ex-namorado Wanderley (Yuri Marçal), que agora namora sua amiga do passado, Jéssica (Jeniffer Nascimento).

## Elenco
- Lellê como Kellen Laranjeira
- Cacau Protásio como Cleide Laranjeira
- Sandra de Sá como Zuleika Laranjeira
- Nany People como Edna
- Robson Nunes como Kleverson Laranjeira
- Eduardo Silva como Eupídio Laranjeira
- Lena Roque como Eulália Laranjeira
- Yuri Marçal como Wanderley
- Jeniffer Nascimento como Jéssica
- Maurício de Barros como Donizete
- Jean Paulo Campos como Theo Dias
- Péricles como Tio Péricles
- Hugo Gloss como Rick

## Produção e lançamento
A produção conta com elenco 95% negro. Com roteiro assinado por Emílio Boechat e Lena Roque, “Barraco de Família” tem produção de Marcelo Braga e é financiado e distribuído pela Synapse Distribution e Ledafilms. O longa-metragem estreia em Maio de 2023 exclusivamente nos cinemas e em breve nas plataformas digitais.